# Danh sách thành phố Argentina
Dưới đây là danh sách các thành phố ở Argentina. Xem thêm danh sách đầy đủ những thành phố ở tất cả các tỉnh của Argentina.

## Thành phố theo dân số
Thủ phủ tỉnh in đậm.
| Xếp hạng | Thành phố                  | Tỉnh                                       | Ước tính 2009 Dân số thường trú |
| -------- | -------------------------- | ------------------------------------------ | ------------------------------- |
| 1        | Buenos Aires               | Thành phố tự trị                           | 3.050.728                       |
| 2        | Córdoba                    | Córdoba                                    | 1.372.000                       |
| 3        | Rosario                    | Santa Fe                                   | 1.242.000                       |
| 4        | Mendoza                    | Mendoza                                    | 885.000                         |
| 5        | Tucumán                    | Tucumán                                    | 789.000                         |
| 6        | La Plata                   | Buenos Aires                               | 732.000                         |
| 7        | Mar del Plata              | Buenos Aires                               | 604.000                         |
| 8        | Salta                      | Salta                                      | 516.000                         |
| 9        | Santa Fe                   | Santa Fe                                   | 493.000                         |
| 10       | San Juan                   | San Juan                                   | 453.000                         |
| 11       | Resistencia                | Chaco                                      | 377.000                         |
| 12       | Santiago del Estero        | Santiago del Estero                        | 357.000                         |
| 13       | Corrientes                 | Corrientes                                 | 345.000                         |
| 14       | Bahía Blanca               | Buenos Aires                               | 304.000                         |
| 15       | San Salvador de Jujuy      | Jujuy                                      | 298.000                         |
| 16       | Posadas                    | Misiones                                   | 287.000                         |
| 17       | Paraná                     | Entre Ríos                                 | 268.000                         |
| 18       | Neuquén                    | Neuquén                                    | 255.000                         |
| 19       | Merlo                      | Buenos Aires                               | 244.168                         |
| 20       | Quilmes                    | Buenos Aires                               | 230,810                         |
| 21       | Formosa                    | Formosa                                    | 229.000                         |
| 22       | Banfield                   | Buenos Aires                               | 223.898                         |
| 23       | José C. Paz                | Buenos Aires                               | 216.637                         |
| 24       | Lanús                      | Buenos Aires                               | 212.152                         |
| 25       | Catamarca                  | Catamarca                                  | 196.000                         |
| 26       | San Luis                   | Bản mẫu:Country data San Luis              | 192.000                         |
| 27       | Gregorio de Laferrère      | Buenos Aires                               | 175.670                         |
| 28       | Hurlingham                 | Buenos Aires                               | 174.165                         |
| 29       | La Rioja                   | Bản mẫu:Country data La Rioja (Argentina)  | 172.000                         |
| 30       | Berazategui                | Buenos Aires                               | 167.498                         |
| 31       | González Catán             | Buenos Aires                               | 163.815                         |
| 32       | Río Cuarto                 | Córdoba                                    | 161.000                         |
| 33       | San Rafael                 | Mendoza                                    | 158.000                         |
| 34       | San Miguel                 | Buenos Aires                               | 157.532                         |
| 35       | Moreno                     | Buenos Aires                               | 148.290                         |
| 36       | Concordia                  | Entre Ríos                                 | 148.000                         |
| 37       | San Fernando               | Buenos Aires                               | 145.165                         |
| 38       | Comodoro Rivadavia         | Chubut                                     | 141.000                         |
| 39       | San Nicolás de los Arroyos | Buenos Aires                               | 134.000                         |
| 40       | Isidro Casanova            | Buenos Aires                               | 131.981                         |
| 41       | Bernal                     | Buenos Aires                               | 130.790                         |
| 42       | Bariloche                  | Bản mẫu:Country data Río Negro (Argentina) | 130.000                         |
| 43       | Trelew                     | Chubut                                     | 125.000                         |
| 44       | Florencio Varela           | Buenos Aires                               | 120.678                         |
| 45       | Santa Rosa                 | La Pampa                                   | 116.000                         |
| 46       | Avellaneda                 | Buenos Aires                               | 112.980                         |
| 47       | Lomas de Zamora            | Buenos Aires                               | 111.897                         |
| 48       | Temperley                  | Buenos Aires                               | 111.160                         |
| 49       | Monte Grande               | Buenos Aires                               | 109.644                         |
| 50       | San Justo                  | Buenos Aires                               | 105.274                         |
| 51       | Ituzaingó                  | Buenos Aires                               | 104.712                         |
| 52       | Castelar                   | Buenos Aires                               | 104.019                         |
| 53       | Rafael Castillo            | Buenos Aires                               | 103.992                         |
| 54       | Tandil                     | Buenos Aires                               | 101.010                         |
| 55       | Libertad                   | Buenos Aires                               | 100.324                         |
| 56       | Ramos Mejía                | Buenos Aires                               | 97.076                          |
| 57       | Villa Mercedes             | Bản mẫu:Country data San Luis              | 96.781                          |
| 58       | Ezeiza                     | Buenos Aires                               | 93.246                          |
| 59       | Morón                      | Buenos Aires                               | 92.725                          |
| 60       | Caseros                    | Buenos Aires                               | 90.313                          |
| 61       | Parque San Martín          | Buenos Aires                               | 89.073                          |
| 62       | Villa María                | Córdoba                                    | 88.643                          |
| 63       | Zárate                     | Buenos Aires                               | 86.686                          |
| 64       | Burzaco                    | Buenos Aires                               | 86.113                          |
| 65       | Pergamino                  | Buenos Aires                               | 85.487                          |
| 66       | Grand Bourg                | Buenos Aires                               | 85.189                          |
| 67       | Monte Chingolo             | Buenos Aires                               | 85.060                          |
| 68       | Olavarría                  | Buenos Aires                               | 83.738                          |
| 69       | Reconquista                | Santa Fe                                   | 82.892                          |
| 70       | Junín                      | Buenos Aires                               | 82.427                          |
| 71       | Rafaela                    | Santa Fe                                   | 82.416                          |
| 72       | San Francisco Solano       | Buenos Aires                               | 81.707                          |
| 73       | Remedios de Escalada       | Buenos Aires                               | 81.465                          |
| 74       | Necochea                   | Buenos Aires                               | 79.983                          |
| 75       | San Martín                 | Mendoza                                    | 79.662                          |
| 76       | Rio Gallegos               | Bản mẫu:Country data Santa Cruz            | 79.144                          |
| 77       | Campana                    | Buenos Aires                               | 77.838                          |
| 78       | Roque Sáenz Peña           | Chaco                                      | 76.794                          |
| 79       | Olivos                     | Buenos Aires                               | 75.527                          |
| 80       | Gualeguaychú               | Entre Ríos                                 | 75.516                          |
| 81       | El Palomar                 | Buenos Aires                               | 74.757                          |
| 82       | Boulogne Sur Mer           | Buenos Aires                               | 73.496                          |
| 83       | Ciudadela                  | Buenos Aires                               | 73.155                          |
| 84       | General Roca               | Bản mẫu:Country data Río Negro (Argentina) | 69.672                          |
| 85       | Ciudad Evita               | Buenos Aires                               | 68.650                          |
| 86       | Venado Tuerto              | Santa Fe                                   | 68.426                          |
| 87       | Bella Vista                | Buenos Aires                               | 67.936                          |
| 88       | Luján                      | Buenos Aires                               | 67.266                          |
| 89       | San Ramón de la Nueva Orán | Salta                                      | 66.915                          |
| 90       | Goya                       | Corrientes                                 | 66.709                          |
| 91       | Cipolletti                 | Bản mẫu:Country data Río Negro (Argentina) | 66.299                          |
| 92       | Wilde                      | Buenos Aires                               | 65.881                          |
| 93       | Martínez                   | Buenos Aires                               | 65.859                          |
| 94       | Concepción del Uruguay     | Entre Ríos                                 | 64.954                          |
| 95       | Don Torcuato               | Buenos Aires                               | 64.867                          |
| 96       | Gerli                      | Buenos Aires                               | 64.640                          |
| 97       | Ushuaia                    | Tierra del Fuego                           | 64.000                          |
| 98       | Ciudad Jardín              | Buenos Aires                               | 61.780                          |
| 99       | Sarandí                    | Buenos Aires                               | 60.752                          |
| 100      | Villa Tesei                | Buenos Aires                               | 60.165                          |
| 101      | Florida                    | Buenos Aires                               | 59.844                          |
| 102      | Villa Domínico             | Buenos Aires                               | 58.824                          |
| 103      | Béccar                     | Buenos Aires                               | 58.811                          |
| 104      | San Francisco              | Córdoba                                    | 58.779                          |
| 105      | Glew                       | Buenos Aires                               | 57.878                          |
| 106      | Puerto Madryn              | Chubut                                     | 57.791                          |
| 107      | Rafael Calzada             | Buenos Aires                               | 56.419                          |
| 108      | Villa Carlos Paz           | Córdoba                                    | 56.407                          |
| 109      | Tartagal                   | Salta                                      | 56.308                          |
| 110      | San Pedro de Jujuy         | Jujuy                                      | 55.220                          |
| 111      | Mariano Acosta             | Buenos Aires                               | 54.081                          |
| 112      | Los Polvorines             | Buenos Aires                               | 53.354                          |
| 113      | Azul                       | Buenos Aires                               | 53.054                          |
| 114      | Chivilcoy                  | Buenos Aires                               | 52.938                          |
| 115      | Río Grande                 | Tierra del Fuego                           | 52.681                          |
| 116      | General Pico               | La Pampa                                   | 52.475                          |
| 117      | Mercedes                   | Buenos Aires                               | 51.967                          |
| 118      | Oberá                      | Misiones                                   | 51.503                          |
| 119      | Lomas del Mirador          | Buenos Aires                               | 51.488                          |
| 120      | Villa Centenario           | Buenos Aires                               | 49.737                          |
| 121      | William Morris             | Buenos Aires                               | 48.916                          |
| 122      | Eldorado                   | Misiones                                   | 47.556                          |
| 123      | Clorinda                   | Formosa                                    | 47.004                          |
| 124      | Viedma                     | Bản mẫu:Country data Río Negro (Argentina) | 46.948                          |
| 125      | Concepción                 | Tucumán                                    | 46.561                          |
| 126      | Río Tercero                | Córdoba                                    | 46.167                          |
| 127      | Tres Arroyos               | Buenos Aires                               | 45.986                          |
| 128      | Cutral Có                  | Neuquén                                    | 45.768                          |
| 129      | San Isidro                 | Buenos Aires                               | 45.190                          |
| 130      | Villa Adelina              | Buenos Aires                               | 44.587                          |
| 131      | San José                   | Buenos Aires                               | 44.437                          |
| 132      | Villa Constitución         | Santa Fe                                   | 44.144                          |
| 133      | General San Martín         | Jujuy                                      | 43.701                          |
| 134      | Villa de Mayo              | Buenos Aires                               | 43.405                          |
| 135      | San Lorenzo                | Santa Fe                                   | 43.039                          |
| 136      | Villa Fiorito              | Buenos Aires                               | 42.904                          |
| 137      | Alta Gracia                | Córdoba                                    | 42.538                          |
| 138      | San Pedro                  | Buenos Aires                               | 42.151                          |
| 139      | Paso del Rey               | Buenos Aires                               | 41.775                          |
| 140      | Llavallol                  | Buenos Aires                               | 41.463                          |
| 141      | Tortuguitas                | Buenos Aires                               | 41.310                          |
| 142      | Claypole                   | Buenos Aires                               | 41.176                          |
| 143      | Valentín Alsina            | Buenos Aires                               | 41.155                          |
| 144      | Paso de los Libres         | Corrientes                                 | 40.494                          |
| 145      | Virreyes                   | Buenos Aires                               | 39.507                          |
| 146      | Victoria                   | Buenos Aires                               | 39.447                          |
| 147      | Pablo Nogués               | Buenos Aires                               | 38.470                          |
| 148      | Haedo                      | Buenos Aires                               | 38.068                          |
| 149      | Villa Ángela               | Chaco                                      | 38.020                          |
| 150      | San Antonio de Padua       | Buenos Aires                               | 37.775                          |
| 151      | Tafí Viejo                 | Tucumán                                    | 36.695                          |
| 152      | Perico                     | Jujuy                                      | 36.320                          |
| 153      | Caleta Olivia              | Bản mẫu:Country data Santa Cruz            | 36.077                          |
| 154      | Gualeguay                  | Entre Ríos                                 | 35.963                          |
| 155      | Munro                      | Buenos Aires                               | 35.844                          |
| 156      | Villa Ballester            | Buenos Aires                               | 35.301                          |
| 157      | Balcarce                   | Buenos Aires                               | 35.150                          |
| 158      | Chacabuco                  | Buenos Aires                               | 34.958                          |
| 159      | Nueve de Julio             | Buenos Aires                               | 34.350                          |
| 160      | Esperanza                  | Santa Fe                                   | 33.672                          |
| 161      | Pontevedra                 | Buenos Aires                               | 33.515                          |
| 162      | Bragado                    | Buenos Aires                               | 32.830                          |
| 163      | City Bell                  | Buenos Aires                               | 32.646                          |
| 164      | Bell Ville                 | Córdoba                                    | 32.336                          |
| 165      | Curuzú Cuatiá              | Corrientes                                 | 31.875                          |
| 166      | Puerto Iguazú              | Misiones                                   | 31.515                          |
| 167      | Villa Udaondo              | Buenos Aires                               | 31.490                          |
| 168      | Zapala                     | Neuquén                                    | 31.231                          |
| 169      | Aguilares                  | Tucumán                                    | 31.201                          |
| 170      | Casilda                    | Santa Fe                                   | 31.127                          |
| 171      | Tigre                      | Buenos Aires                               | 31.106                          |
| 172      | Mercedes                   | Corrientes                                 | 30.961                          |
| 173      | Trenque Lauquen            | Buenos Aires                               | 30.764                          |
| 174      | Chascomús                  | Buenos Aires                               | 30.670                          |
| 175      | Pehuajó                    | Buenos Aires                               | 29.639                          |
| 176      | Chilecito                  | Bản mẫu:Country data La Rioja (Argentina)  | 29.453                          |
| 177      | Villaguay                  | Entre Ríos                                 | 29.103                          |

## Danh sách tỉnh thuộc theo vần ABC
- Thành phố tự trị Buenos Aires

### Buenos Aires
- La Plata
- Alejandro Korn
- América
- Arrecifes
- Avellaneda
- Azul
- Bahía Blanca
- Balcarce
- Banfield
- Beccar
- Bragado
- Burzaco
- Campana
- Cariló
- Carmen de Areco
- Carmen de Patagones
- Chacabuco
- Chivilcoy
- City Bell
- Ciudadela
- Colonia Lapin
- Coronel Martínez de Hoz
- El Palomar
- Ensenada
- Ezeiza
- Florida
- General Alvear
- General Las Heras
- General Lavalle
- General Villegas
- Guaminí
- Hurlingham
- Ingeniero Maschwitz
- Ituzaingó
- José C. Paz
- Junín
- La Lucila
- Lanús
- Las Flores
- Leandro N. Alem
- Lobos
- Lomas de Zamora
- Los Hornos
- Luján
- Mar del Plata
- Martínez
- Merlo
- Miramar
- Monte Grande
- Morón
- Munro
- Necochea
- Nueve de Julio
- Olavarría
- Olivos
- Pehuajó
- Pergamino
- Pigüé
- Pilar
- Pinamar
- Rafael Calzada
- Quilmes
- San Antonio de Padua
- San Nicolás
- San Fernando
- San Isidro
- San Justo
- San Nicolás de los Arroyos
- Santos Lugares
- Tandil
- Tigre
- Trenque Lauquen
- Valentín Alsina
- Villa Gesell
- Villa Fiorito
- Villa Martelli
- Zárate

### Catamarca
- San Fernando del Valle de Catamarca
- Andalgalá
- Belén
- San Isidro
- Santa María
- Saujil
- Tinogasta

### Chaco
- Resistencia
- Barranqueras
- Castelli
- Charata
- General José de San Martín
- General Pinedo
- Presidencia Roque Sáenz Peña
- Villa Ángela

### Chubut
- Rawson
- Comodoro Rivadavia
- Dolavon
- Esquel
- Gaiman
- Puerto Madryn
- Puerto Pirámide
- Rada Tilly
- Sarmiento
- Trelew
- Trevelin

### Córdoba
- Córdoba
- Alta Gracia
- Arias
- Arroyito
- Bell Ville
- Canals
- Capilla del Monte
- Colonia Caroya
- Cosquín
- Cruz del Eje
- Ischilín
- James Craik
- Jesús María
- La Carlota
- La Cumbre
- La Falda
- Laboulaye
- Laguna Larga
- Las Varillas
- Leones
- Levalle
- Mina Clavero
- Miramar
- Morteros
- Oncativo
- Quilino
- Río Cuarto
- Río Segundo
- Río Tercero
- San Francisco del Chañar
- San Francisco
- Santa Rosa de Calamuchita
- Tanti
- Unquillo
- Valle Hermoso
- Vicuña Mackenna
- Villa Carlos Paz or Carlos Paz
- Villa Cura Brochero
- Villa del Totoral
- Villa General Belgrano
- Villa María

### Corrientes
- Corrientes (Capital)
- Curuzú Cuatiá
- Empedrado
- Gobernador Virasoro
- Goya
- Itatí
- Paso de los Libres
- Santo Tomé

### Entre Ríos
- Paraná
- Basavilbaso
- Chajarí
- Colón
- Concepción del Uruguay
- Concordia
- Crespo
- Diamante
- Federación
- Gualeguay
- Gualeguaychú
- La Paz
- Libertador San Martín
- Puiggari
- Urdinarrain
- Victoria
- Villa Elisa
- Villa Paranacito
- Villaguay

### Formosa
- Formosa
- Clorinda
- Ibarreta
- Las Lomitas
- Puerto Pilcomayo

### Jujuy
- San Salvador de Jujuy
- General San Martín
- Humahuaca
- La Quiaca
- San Pedro
- Tilcara

### La Pampa
- Santa Rosa
- Eduardo Castex
- General Pico
- Guatraché
- Macachín
- Realicó
- Santa Isabel

### La Rioja
- La Rioja
- Aimogasta
- Anillaco
- Chepes
- Chilecito
- El Chamical
- Famatina
- Patquía
- Villa Unión

### Mendoza
- Mendoza
- General Alvear
- Godoy Cruz
- La Paz
- Luján de Cuyo
- Malargüe
- Puente del Inca
- San Rafael
- Tunuyán
- Tupungato
- Uspallata

### Misiones
- Posadas
- Andresito
- Apóstoles
- Bernardo de Irigoyen
- Candelaria
- Eldorado
- Montecarlo
- Oberá
- Puerto Iguazú

### Neuquén
- Neuquén
- Aluminé
- Centenario
- Chos Malal
- Cutral-Co
- Junín de los Andes
- Loncopue
- Piedra del Águila
- Plottier
- San Martín de los Andes
- Villa La Angostura
- Zapala

### Río Negro
- Viedma
- Choele Choel
- Cipolletti
- El Bolsón
- General Roca
- Ingeniero Jacobacci
- San Antonio Oeste
- San Carlos de Bariloche
- Sierra Grande
- Villa Regina

### Salta
- Salta
- Cachí
- Cafayate
- General Güemes
- Profesor Salvador Mazza
- San Antonio de los Cobres
- San Ramón de la Nueva Orán
- Tartagal
- Orán, Salta

### San Juan
- San Juan
- Calingasta
- Caucete
- San José de Jáchal
- Villa Media Agua
- Zonda

### San Luis
- San Luis
- Merlo
- San Francisco del Monte de Oro
- Trapiche
- Villa Mercedes

### Santa Cruz
- Comandante Luis Piedra Buena
- Puerto Santa Cruz
- Caleta Olivia
- El Calafate
- El Chaltén
- Gobernador Gregores
- Los Antiguos
- Pico Truncado
- Puerto Deseado
- Puerto San Julián
- Río Gallegos
- Río Turbio

### Santa Fe
- Santa Fe
- Cañada de Gómez
- Carlos Pellegrini
- Coronda
- Esperanza
- Funes
- Rafaela
- Reconquista
- Rosario
- Rufino
- San Carlos Centro
- Santo Tomé
- Sunchales
- Venado Tuerto
- Villa Cañás
- Villa Constitución

### Santiago del Estero
- Santiago del Estero
- Añatuya
- Frías
- Isca Yacu
- La Banda
- Loreto
- Río Hondo

### Tierra del Fuego
- Ushuaia
- Puerto Argentino
- Río Grande
- Tolhuin

### Tucumán
- San Miguel de Tucumán
- Aguilares
- Banda del Río Salí
- Concepción
- Famaillá
- Lules
- Monteros
- Simoca
- Tafí del Valle
- Tafí Viejo
- Yerba Buena

## Thành phố lớn
1. Buenos Aires - 2.776.138 người(Vùng đại đô thị Buenos Aires 11.897.600 người)
2. Córdoba - 1.513.200 người
3. Rosario - 1.295.100 người
4. Mendoza - 1.009.100 người
5. La Plata - 857.800 người
6. San Miguel de Tucumán - 833.100 người
7. Mar del Plata - 699.600 người
8. Salta - 531.400 người
9. Santa Fe - 524.300 người
10. San Juan - 456.400 người
11. Resistencia - 399.800 người
12. Neuquen - 391.600 người
13. Santiago del Estero - 389.200 người
14. Corrientes - 332.400 người
15. Avellaneda - 328.980 người
16. Bahia Blanca - 310.200 người